# 張謂
張 謂（ちょう い、711年? - ?）は、中国・唐の詩人。字は正言。懐州河内県(現在の河南省)の出身。

## 略歴
初めは嵩山にこもって読書し、大志を抱いていた。天宝2年（743年）、進士に及第、節度使の幕下に加わって西域に従軍した。大暦初年（770年頃）には潭州刺史となり、大暦7年（772年）には礼部侍郎に至って、科挙の試験を司った。

## 詩人としての彼
作品に、『題長安主人壁（長安の主人の壁に題す）』（七言絶句）がある。
| 題長安主人壁   |                                                  |
| 世人結交須黄金 | 世人 交わりを結ぶに黄金を須（もち）う            |
| 黄金不多交不深 | 黄金多からざれば交わり深からず                   |
| 縦令然諾暫相許 | 縦令（たとい）然諾（ぜんだく）して暫く相許すとも |
| 終是悠悠行路心 | 終（つい）に是れ悠悠たる行路の心                 |